# Херцогство Брачано
Херцогство Брачиано (на италиански: Ducato di Bracciano) е папско феодално владение, разположено около едноименното езеро в днешна Централна Италия и управлявано от клон на семейство Орсини като сеньори (от 1417 г.) и херцози (от 1560 до 1696 г.).

## История
През 1558 г. е отпразнувана сватбата между Паоло Джордано I Орсини, наследник на Джироламо Орсини и Франческа Сфорца ди Санта Фиора, и Изабела де Медичи, дъщеря на великия херцог на Тоскана Козимо I. За да спечели семейството на булката, папа Пий IV издига сеньорията на Брачано до херцогство, подчинявайки му нови територии: това означава допълнителни финансови ресурси за Орсини. През този период феодалното владение преживява известен фермент, дължащ се на производствените дейности, желани от херцога, като преобразуването на сяра и желязо, производството на гоблени, станало възможно благодарение на изобилието на вода, идваща от акведукт, който е построил.
Владението на Орсини над Брачано обаче започва през 1417 г. с Карло ди Джовани, потомък на Наполеоне II Орсини, който умира около 1267 г. Получава титлата на сеньор на Брачано от папа Мартин V. След смъртта му през 1445 г. се редуват Наполеоне (също граф на Талякоцо, който преустроява изцяло крепостта, която преди това е принадлежала на сем. Префети ди Вико), Джентиле Вирджинио, Джан Джордано, Джироламо и Паоло Джордано I. Последният е първият от римско семейство получил херцогската квалификация от папата: по-късно, след консолидирането на властта на Църквата, е приложена политика, противоречаща на бароните, и постепенно всички феодали се връщат под неговата пълна власт. На новия херцог са предоставени класическите феодални прерогативи: налагане на данъци, власт да сече пари (които той не използва), политическо убежище, т. нар. mere et mixto imperio (т.е. упражняването на съдийска власт в гражданска и наказателна юрисдикция). Херцогството включва седем земи: Брачано, Ангуилара (свързана с Орсини чрез лична уния, следователно автономна и с ранг на граф, след това на маркиз, принадлежащ на най-големия син на дома), Черветери, Тревиняно, Монтерано, Кампаняно и Формело, като както и двадесет и пет други имота, включително Пало и Виано.

Васали на папата и краля на Испания, различните клонове на Орсини успяват да създадат в световен мащаб огромна феодална държава, която започва от графствата Талякоцо (от които произхожда линията на Брачано), Алба и Карсоли, във вицекралството на Неапол, продължава в териториите около Субиако до достигане на Тиренско море близо до замъка Пало, след като пресича района на езерото Сабатино, като по този начин наблюдава най-важните пътища за достъп до Рим. Наполеоне I Орсини избира Брачано за малка столица и превръща имението във военна крепост и в същото време във величествен дом, дом на елегантен двор. Орсини ди Брачано, в допълнение към гореспоменатите замъци, живеят преди всичко в римския дворец в Монте Джордано и определят брачанската колегиална църква „Свети Стефан“ за свое гробно място. 
След трагичните събития със съпругите на Паоло Джордано I – Изабела де Медичи и Витория Акорамбони, сред последвалите херцози изпъква Паоло Джордано II, принц на Свещената Римска империя (1623) и принц-консорт на Пиомбино като съпруг на Изабела Апиано, запалена по изкуството. Феодът вече е на път да упадне поради отдалечеността на регентското семейство и неговата незаинтересованост към нуждите на своите поданици. Последният херцог Флавио I, нуждаещ се от пари, постепенно отчуждава териториите на феодалното владение на някои римски семейства (Киджи, дел Грило) и накрая Брачано и титлата на Одескалки през 1696 г., на които замъкът все още принадлежи. Втората му съпруга Мари-Ан дьо ла Тремуй, бивша вдовица, заминава за Мадрид, където крал Филип V ѝ дава позицията на главна камерхерка на кралица Мария Луиза Савойска, но през 1714 г. тя буквално е изгонена от новата му съпруга Изабела Фарнезе за непрекъснатата ѝ намеса в испанската политика. След това последната суверенна херцогиня на Брачано се завръща в Рим и умира през 1722 г. Останалата недвижима собственост и херцогският ранг са предадени на Одескалки и за много кратък период от време на Торлония, но древният феод е погълнат отново от Папската държава по заповед на папа Инокентий XII.

## Феодали на Брачано (1417 – 1560) и херцози на Брачано (1560 – 1696)[7]
| Титла  | Име                | Период             | Съпруга | Бел. |
| сеньор | Карло Орсини       | 1417 – 1445        | Паола Джиронима Росини ди Талякоцо | осподар на Пачентро, Ламентана, Форнело, Сакрофано, Селчи, Кампаняно и Тревиняно, Поцуоли                                              |
| сеньор | Наполеоне          | 1445 – 1480        | Франческа Орсини ди Монтеротондо | 7-и граф на Талякоцо и Алба, барон на Чербара                                                                                          |
| сеньор | Джентиле Вирджинио | 1480 – 1497        | Изабела Орсини ди Салерно | 8-ми граф на Талякоцо и Алба, барон на Чербара                                                                                         |
| сеньор | Джан Джордано      | 1497 – 1517        | Мария Чечилия Арагонска-Неаполитанска (извънбрачна дъщеря на краля на Неапол Фердинад I); Феличе дела Ровере (извънбрачна дъщеря на папа Юлий II, купува замъка на Пало) | 9-и граф на Талякоцо и Алба |
| сеньор | Джироламо          | 1517 – 1545        | Франческа Сфорца ди Санта Фиора | |
| сеньор | Паоло Джордано I   | 1545 – 1560 – 1585 | Изабела де Медичи; Витория Акаромбони (бракът е анулиран няколко пъти)                                                                                                   | 1-ви маркиз на Ангуилара |
| херцог | Вирджинио          | 1585 – 1615        | Флавия Дамашени Парети | 2-ри маркиз на Ангуилара |
| херцог | Паоло Джордано II  | 1615 – 1656        | Изабела Апиано, принцеса на Пиомбино | 3-ти маркиз на Ангуилара номиниран за принц на Свещената Римска империя от Фердинанд II Хабсбург на 18 юли 1623                        |
| херцог | Фердинандо         | 1656 – 1660        | Джустиниана Орсини ди Сан Джемини | |
| херцог | Флавио I           | 1660 – 1696        | Иполита Лудовизи; Мари-Ан дьо ла Тремуй | 1-ви принц на Нерола (1642), 4-ти маркиз на Ангуилара (1646), 5-ти херцог на Сан Джемини последен суверенен херцог, умира през 1698 г. |